# María Estrella Matutes Prats
Maria Estrella Matutes Prats, també coneguda com a Stella Matutes (Barcelona, 1972) és una política eivissenca, consellera insular d'Economia i Hisenda, Vies i Obres del Consell Insular d'Eivissa i Formentera en la VI Legislatura.

## Biografia
Filla del polític i empresari Abel Matutes Juan. Ha fet estudis a Brussel·les d'administració i direcció d'empreses i és llicenciada en Gestió Comercial i Màrqueting (ESIC). Es va iniciar laboralment ocupant càrrecs directius al grup d'empreses de la família Matutes, com els Fiesta Hotels & Resorts.
Militant del PP, a les eleccions al Parlament de les Illes Balears de 2003 fou escollida diputada del parlament balear -tot i que renuncià 8 dies després de prometre el càrrec- i membre del Consell Insular d'Eivissa i Formentera. De 2003 a 2007 fou consellera d'Economia i Hisenda i de Vies i Obres Públiques, encarregant-se de la gestió de les carreteres i autovies insulars. El 2008 va deixar el seu càrrec al Consell i la política per gestionar els negocis familiars.
En 2012 fou acusada per l'Audiència Provincial de Palma d'haver votat l'aprovació del Pla Territorial Insular que va afectar uns terrenys al litoral de Ses Variades de Sant Antoni de Portmany, en els quals ella tenia interès "personal directe i familiar". Tanmateix, en 2013 fou exonerada del càrrec sense tan sols haver d'anar a judici perquè els fets havien prescrit.